# Rock Lobster
Rock lobster es una canción escrita por Fred Schneider y Ricky Wilson, miembros de la banda The B-52's. Fue producida en tres versiones: una por DB Records lanzada en abril de 1978; una versión más larga, incluida en el álbum debut homónimo de la banda en 1979, lanzado por Warner Bros, y un radio edit de esta última versión. La canción se convirtió en una de sus canciones más características y ayudó a impulsar el éxito de la banda.
Fue el primer sencillo de la banda en aparecer en el Billboard Hot 100, donde alcanzó la posición n.º 56. Fue un éxito importante en Canadá, donde el sencillo encabezó la lista Top Singles Chart. Fue seguido por el sencillo «Private Idaho», en octubre de 1980, que alcanzó el puesto número 74 en los Estados Unidos. «Rock Lobster» fue bien recibida por la crítica y fue ubicada en la posición n.º 147 en la lista de las 500 mejores canciones de todos los tiempos de la revista Rolling Stone de diciembre de 2004.

## Créditos
- Fred Schneider – voz
- Kate Pierson – órgano, bajo, voz
- Cindy Wilson – voz, tambor
- Ricky Wilson – guitarra
- Keith Strickland – batería